# Brachyptera putata
Brachyptera putata är en bäcksländeart som först beskrevs av Newman 1838.  Brachyptera putata ingår i släktet Brachyptera och familjen vingbandbäcksländor. Inga underarter finns listade i Catalogue of Life.